# LAPB
LAPB (angleško Link Access Procedure Balance) je protokol, ki se uporablja v komunikaciji X.25.